# Nino Bellini
Nino Bellini (Bassano del Grappa, 22 giugno 1894 – Nizza, 19 febbraio 1964) è stato un attore italiano.

## Biografia

### Vita privata
È stato sposato con Celeste Aida Zanchi, da cui ha avuto Gianfranco.

## Filmografia
- Villafranca, regia di Giovacchino Forzano (1934)
- Scandalo al Grand Hotel (Thin Ice), regia di Sidney Lanfield (1937)
- La donna che voglio (Mannequin), regia di Frank Borzage (1937)
- Notti argentine (Down Argentine Way), regia di Irving Cummings (1940)
- Mission to Moscow, regia di Michael Curtiz (1943)
- Donne e diamanti (The Dolly Sisters), regia di Irving Cummings (1945)